# Disney's TaleSpin (jeu vidéo, 1992)
Pour les articles homonymes, voir Disney's TaleSpin.
Disney's TaleSpin est un jeu vidéo de plates-formes développé et édité par Sega en 1992 sur Mega Drive. Une version Game Gear est sortie en 1993. La version Game Gear a été édité par NEC. Le jeu est basé sur le personnage de Super Baloo de Walt Disney.

## Système de jeu
Dans les versions Mega Drive, Gamegear, et TurboGrafx-16, le jeu est un jeu du plates-formes où le joueur contrôle Baloo. Le joueur peut jouer en tant que Baloo, et dans les niveaux bonus, son acolyte Kit. Dans le jeu Game Gear, deux joueurs peuvent jouer.